# Heinz Lyschik
Heinz Herbert Lyschik (* 8. August 1938 in Leipzig; † 13. Oktober 2004 in Berlin) war ein deutscher Schauspieler, Synchronsprecher, Kabarett- und Hörspiel-Autor.

## Leben
Lyschik studierte in Potsdam und hatte anschließend Engagements an den Theatern von Greifswald, Frankfurt (Oder) sowie am Theater der Freundschaft in Berlin (heute Theater an der Parkaue). In den 1970er Jahren wechselte er als Dramaturg zum Ost-Berliner Kabarett „Die Distel“, wo er als Texter neben Edgar Külow und Peter Ensikat einer der meistgespielten Autoren war. Daneben agierte er als Nebendarsteller in zahlreichen Filmen, insbesondere bei Fernsehproduktionen, betätigte sich als Synchronsprecher und verfasste mehrere Hörspiele.

## Filmografie
- 1957: Ein Mädchen von 16 ½, Regie: Carl Balhaus
- 1962: Auf der Sonnenseite, Regie: Ralf Kirsten
- 1962: Beschreibung eines Sommers, Regie: Ralf Kirsten
- 1962: Das hat mit Liebe nichts zu tun, Regie: Hans Krebs, TV-Film
- 1964: Mohr im Haus der Kreuzspinne, Regie: Heinz Kögel
- 1968: Stunde des Skorpions, Regie: Horst Zaeske
- 1969: Der Rubin, Regie: Heinz Kögel
- 1970: Der Staatsanwalt hat das Wort: Strafversetzt (TV-Reihe)
- 1974: Die Frauen der Wardins (Fernseh-Dreiteiler)
- 1976: Trini
- 1977: Dantons Tod (Studioaufzeichnung)
- 1977: Polizeiruf 110: Die Abrechnung (TV-Reihe)
- 1992: Stilles Land, Regie: Andreas Dresen
- 1998: In aller Freundschaft, Fernsehserie

## Theater
- 1966: Heinz Kahlau: Das Märchen von der Straßenbahn Therese (Milchwagenfahrer) – Regie: Hanuš Burger (Theater der Freundschaft)
- 1966: Hans-Albert Pederzani: Die Jagd nach dem Stiefel (Fritz Huschke) – Regie: Kurt Rabe (Theater der Freundschaft)
- 1966: Heinz Kahlau: Ein Krug mit Oliven (2. Olivenhändler) – Regie: Heiner Möbius (Theater der Freundschaft)
- 1967: Michail Swetlow: Spiel vor dem Feind – Regie: Horst Hawemann (Theater der Freundschaft)
- 1967: Heinz Kahlau: Der gestiefelte Kater – Regie: Heiner Möbius (Theater der Freundschaft)
- 1968: Hans-Albert Pederzani: Der eigene Kopf – Regie: Heiner Möbius (Theater der Freundschaft)
- 1968: Günther Deicke und Ruth Zechlin: Reineke Fuchs (Oper für Schauspieler) – Regie: Heiner Möbius (Theater der Freundschaft)
- 1968: Günther Deicke: Was ihr wollt – Regie: Heiner Möbius (Theater der Freundschaft)
- 1969: Heinz Czechowski: König Drosselbart – Regie: Horst Hawemann (Theater der Freundschaft)
- 1969: Carlo Goldoni: Der Diener zweier Herren – Regie: Heiner Möbius (Theater der Freundschaft)
- 1970: Heinz Hall/Manfred Nitschke: Ein Strom, der Liebe heißt (Maat) – Regie: Heiner Möbius (Theater der Freundschaft)
- 1972: Bernd Wagner (Nach Anatole France): Das Hemd eines Glücklichen – Regie: Heiner Möbius (Theater der Freundschaft)
- 1974: Eugen Eschner: König Jörg – Regie: Konrad Zschiedrich (Theater der Freundschaft)

## Publikationen
- Zahlreiche Programmhefte der Distel
- Zusammen mit Katrin Czerwinka, 50 Jahre Kabarett „Die Distel“, Berlin, Druckhaus Berlin-Mitte, 2003, 102 Seiten